# La Villeneuve (Creuse)
La Villeneuve ist eine Gemeinde in der französischen Region Nouvelle-Aquitaine. Sie gehört zum Département Creuse, zum Arrondissement Aubusson und zum Kanton Auzances. 

## Lage
Die Gemeinde liegt am Oberlauf des Flusses Roudeau, der hier noch Ruisseau de Sannes genannt wird.
Sie grenzt im Norden an Saint-Bard, im Osten an La Mazière-aux-Bons-Hommes, im Süden an Basville und im Westen an Saint-Oradoux-près-Crocq.

## Bevölkerungsentwicklung
| Jahr      | 1962 | 1968 | 1975 | 1982 | 1990 | 1999 | 2008 | 2012 |
| --------- | ---- | ---- | ---- | ---- | ---- | ---- | ---- | ---- |
| Einwohner | 144  | 125  | 123  | 117  | 94   | 90   | 76   | 86   |

## Sehenswürdigkeiten

Kirche Sainte-Radegonde

- Kirche Sainte-Radegonde